# Dakota Blackhorse-von Jess
Dakota Blackhorse-von Jess (* 19. März 1986) ist ein ehemaliger US-amerikanischer Skilangläufer.

## Werdegang
Blackhorse-von Jess startete im November 2004 in West Yellowstone erstmals im Nor-Am-Cup und kam dabei auf den 54. Platz über 13 km Freistil. Bei den nordischen Junioren-Skiweltmeisterschaften 2005 in Rovaniemi errang er den 29. Platz im Sprint. Im Januar 2009 lief er in Vancouver sein erstes Rennen im Weltcup, welches er auf dem 34. Platz im Sprint beendete. Dies ist sein bestes Ergebnis im Weltcupeinzel. Im Januar 2012 erreichte er in Rumford mit dem dritten Platz im Sprint seine erste Podestplatzierung bei der US Super Tour. Im folgenden Jahr wurde er in Midway US-amerikanischer Meister im Sprint. In der Saison 2014/15 holte er vier Siege bei der US Super Tour. Zudem errang er einmal den dritten Platz und belegte damit den dritten Platz in der Gesamtwertung der US Super Tour. Bei den Nordischen Skiweltmeisterschaften 2015 in Falun kam er auf den 30. Platz im Sprint. In der folgenden Saison errang er bei der US Super Tour jeweils einmal den dritten, den zweiten und den ersten Platz und erreichte den 13. Platz in der Gesamtwertung. Letztmals im Weltcup startete er beim Ski Tour Canada 2016.

## Siege bei Continental-Cup-Rennen
| Nr. | Datum             | Ort              | Disziplin          | Serie         |
| --- | ----------------- | ---------------- | ------------------ | ------------- |
| 1.  | 8. Januar 2013    | Midway           | Sprint Freistil 1  | US Super Tour |
| 2.  | 28. November 2014 | West Yellowstone | Sprint Freistil    | US Super Tour |
| 3.  | 5. Januar 2015    | Houghton         | Sprint klassisch 1 | US Super Tour |
| 4.  | 10. Januar 2015   | Houghton         | Sprint Freistil 1  | US Super Tour |
| 5.  | 1. Februar 2015   | Craftsbury       | Sprint klassisch   | US Super Tour |
| 6   | 5. Dezember 2015  | Sun Valley       | Sprint klassisch   | US Super Tour |